# Sven Lindhorst-Emme
Sven Lindhorst-Emme (* 1978 in Bielefeld) ist ein deutscher Grafikdesigner und Typograf. Er unterrichtet Kommunikationsdesign am Lette Verein Berlin sowie in einigen Lehraufträgen z. B. an der Universität der Künste Berlin oder der Fachhochschule Bielefeld.

## Leben
Lindhorst-Emme absolvierte 1998 erst eine Ausbildung zum Lithografen und studierte von 2008 bis 2011 Kommunikationsdesign an der Fachhochschule Bielefeld. Das Designstudio studio lindhorst-emme in Berlin ist spezialisiert auf Buch- und Plakatgestaltung. Zudem hat es einen Schwerpunkt auf Design für kulturelle Einrichtungen wie Museen und Galerien gelegt. Dort entstehen z. B. Corporate Identities wie für die Weserburg Museum für moderne Kunst Bremen, die Kommunalen Galerien Neukölln oder Ausstellungsgestaltung für die Zitadelle Spandau.
Sei Anfang 2022 wird das Studio von Sven Lindhorst-Emme und Lea Hinrichs gemeinsam geführt und hat sich daher in studio lindhorst-emme+hinrichs umbenannt.
Mit der Gestaltung etlicher Plakate und Bücher gewann das Studio nationale und internationale Design-Wettbewerbe und war auf Plakatbiennalen international vertreten. 2019 gewann es den renommierten Award des Tokyo Type Directors Club, ebenso hat es Auszeichnungen des Type Directors Club New York, 100 Beste Plakate, Graphis New York Gold und Silber Award, die Auszeichnung Stiftung Buchkunst zum schönsten Deutschen Buch sowie des Deutschen Fotobuchpreises und German Design Award wie auch eine Art Directors Club Auszeichnung 2016 in Bronze erhalten. Lindhorst-Emme ist Mitglied des Typedirectors Club New York und des Vereins 100 Beste Plakate.
Beide letzteren Preise gewann er mit einem Buch, das er zusammen mit dem Grafikdesigner Fons Hickmann herausgegeben hat. „Anschlag Berlin – Zeitgeistmedium Plakat“ ist ein Projekt, das er gemeinsam mit Fons Hickmann ins Leben gerufen hat. Plakate von insgesamt 35 Designern aus Berlin wurden in Ausstellungen in der Schweiz, Deutschland und der Volksrepublik China gezeigt, und die Publikation dazu erschien 2015 im Seltmann + Söhne Verlag. Lindhorst-Emme ist dort Mitherausgeber neben Fons Hickmann und dem Weltformat Plakatfestival Schweiz.

## Veröffentlichungen
- The Neubad Plakat - A Contemporary Design Phenomenon. Erich Brechbühl, Fons Hickmann, Lea Hinrichs, Sam Steiner, Sven Lindhorst-Emme (Hrsg.) slanted publisher 2023 ISBN 978-3-948440-49-7
- Anschlag Berlin: Zeitgeistmedium Plakat. Fons Hickmann und Sven Lindhorst-Emme (Hrsg.)  Seltmann+Söhne, Berlin 2015 ISBN 978-3-944721-56-9